# Rimarde
Rimarde – rzeka we Francji, przepływająca przez teren departamentu Loiret, o długości 27,7 km. Stanowi dopływ rzeki Essonne.